# Bosoughan
Bosoughan – wieś w Anglii, w Kornwalii. Leży 51 km na północny wschód od miasta Penzance i 363 km na zachód od Londynu.